# Луза
Луза (рус. Луза) град је у Русији у Кировској области. Према попису становништва из 2010. у граду је живело 11260 становника.

## Становништво
| 1939. | 1959.  | 1970.  | 1979.  | 1989.  | 2002.  | 2010.  |
| ----- | ------ | ------ | ------ | ------ | ------ | ------ |
| 6.700 | 13.181 | 14.033 | 14.004 | 13.706 | 12.311 | 11.260 |